# Estables
Estables (okcitán nyelven Estaples) korábbi község Franciaország Okcitánia régiójában, Lozère megyében. 2011-ben 179 lakosa volt.
2019. január 1-jén négy másik korábbi községgel egyesült és az így létrejött Monts-de-Randon új község része lett.

## Fekvése
Estables a Margeride-hegység nyugati oldalán fekszik, Saint-Amans-tól 4,5 km-re keletre,  1180 méteres (a községterület 1090-1553 méteres) tengerszint feletti magasságban. A község délkeleti határán magasodik a Signal de Randon (1553 m), mely egyben a Margeride legmagasabb pontja.
Északról Les Laubies, Saint-Denis-en-Margeride és La Villedieu, keletről Arzenc-de-Randon és Saint-Sauveur-de-Ginestoux, délről Rieutort-de-Randon, nyugatról pedig Saint-Amans községekkel határos. Keleti határát a Margeride gerince alkotja, melyen keresztül a Col de Cheval Mort (1454 m) teremt összeköttetést a Chapeauroux-völgy (Arzenc-de-Randon) felé.
A községhez tartozik Limousis, La Bastide, La Salassette, Tartaronne és Froidviala.

## Története
A község területén feküdt a 12. századtól Gévaudan tartomány nyolc báróságának egyikének, Randonnak a központja (a Truc de Randon-hegyen). Egyházközségét 1145-ben említik először, mint a La Chaise-Dieu-apátság birtokát.

### Demográfia
| Év   | Lakosság |
| ---- | -------- |
| 1793 | 500      |
| 1851 | 613      |
| 1876 | 582      |
| 1901 | 625      |
| 1936 | 502      |

| Év   | Lakosság |
| ---- | -------- |
| 1946 | 457      |
| 1954 | 439      |
| 1962 | 401      |
| 1968 | 362      |

| Év   | Lakosság |
| ---- | -------- |
| 1975 | 277      |
| 1982 | 235      |
| 1990 | 196      |
| 1999 | 171      |
| 2010 | 174      |

## Nevezetességei
- A Saint-Hilaire templom a 19. században épült.
- Combettes kastélya a 17-19. században épült, jellegzetes hegyvidéki gazdaság.[3]
- Randon várának romjai.
- Salles kastélya a 17. században épült.
- 1700-ból származó gránitkereszt.

## Kapcsolódó szócikk
- Lozère megye községei